# Lenkbarer Luftzug
Unter dem Begriff des Lenkbaren Luftzugs stellte der Luftschiffkonstrukteur Ferdinand Graf von Zeppelin nach seinem Ausscheiden aus dem Militärdienst im Jahre 1890 erste konzeptionelle Überlegungen zur Konstruktion von Luftschiffen an. Der Luftzug kam niemals über die Konzeptionsphase hinaus. Die angestellten Überlegungen stellten aber die technischen und dimensionalen Grundlagen für später realisierte Luftschiffe, insbesondere das erste Luftschiff Zeppelin 1.

## Geschichte
Ferdinand Graf von Zeppelin schied 1890 im Alter von 52 Jahren frühzeitig aus dem Armeedienst aus und wandte sich danach ernsthaft der Entwicklung eines Luftschiffs zu. Zusammen mit Theodor Kober stellte der Graf in den Folgejahren erste Überlegungen für Luftschiffe an, die im Februar 1894 in dem Konzept eines lenkbaren Luftzuges mündeten und in einer „Denkschrift über das lenkbare Luftschiff“ veröffentlicht wurden. Am 13. August 1898 erhielt er ein Patent für einen „Lenkbaren Luftfahrzug mit mehreren hintereinander angeordneten Tragkörpern“  (Kaiserliches Patentamt, Patentschrift No. 98580).

## Technische Konzeption
Der Entwurf, der über das Patent rückwirkend zum 31. August 1895 geschützt wurde, hatte unter anderem folgende wichtige Merkmale, kam aber über die Konzeptionsphase niemals hinaus, sodass der Luftzug niemals gebaut wurde:
- Gasraum aufgeteilt in mehrere zylindrische Zellen,
- Steuerungsmöglichkeit mit Hilfe von Höhen- und Seitenrudern,
- zwei getrennte, fest mit dem Gerippe verbundene Gondeln,
- Vortrieb durch Propeller, montiert auf Höhe des größten Luftwiderstandes,
- Möglichkeit, mehrere solcher Schiffe wie Zugwaggons aneinander zu koppeln

Das Luftfahrzeug sollte eine Gesamtlänge von 117,5 und einen Durchmesser von 11 m aufweisen und eine Maximalgeschwindigkeit von 32 km/h erreichen.

## Einfluss auf die Geschichte der Luftschifffahrt
Der Grundgedanke des lenkbaren Luftzuges wurde in den folgenden Jahrzehnten auch von anderen Erfindern aufgegriffen. Der Krefelder Erfinder Theodor Zorn begann beispielsweise im Jahr 1909 damit, einen dreigliedrigen Luftwurm zu konzipieren. Der mittlere Ballon sollte hierbei eine Länge von 60, die beiden äußeren Ballone jeweils eine Länge von 30 m bei einem Durchmesser von 13,8 m aufweisen. Nachdem das Projekt im Jahr 1909 auf der Internationalen Luftschiffahrt-Ausstellung in Frankfurt vorgestellt worden war und im Sommer 1910 eine Gesellschaft in Hamburg gegründet worden war, holte sich der Erfinder Zorn im Jahr 1911 fachliche Expertise durch den Ingenieur Hugo Kromer. Durch dessen Arbeit entwickelte sich der Entwurf mehr und mehr zu einem Luftschiff konventioneller Bauart, wurde also schlussendlich niemals realisiert.

## Jüngere Entwicklungen
Eine Forschergruppe an der Universität Stuttgart entwickelte im Jahr 2001 eine ähnliche Konstruktion und konnte die Flugeigenschaften unter Laboreigenschaften tatsächlich im Einsatz testen. Dieses als „Luftwurm“ oder Airworm bezeichnete Projekt soll innerhalb langfristiger Stratosphären-Einsätze beispielsweise zur Luftraumüberwachung eingesetzt werden. Die Firma TAO, eine Ausgründung aus der Universität Stuttgart, wollte dafür diesen Luftwurm herstellen und kommerziell betreiben. Einige Jahre später kooperierte TAO mit dem US-amerikanischen Unternehmen Sanswire, um ein 111 Fuß langes Luftschiff mit dem Namen Sanswire-TAO STS-111 zu konstruieren. Bis Mitte des Jahres 2012 sind keine neueren Informationen zu diesem Projekt verfügbar.